# Giovanni Paisiello
Giovanni Paisiello (Taranto, 1740. május 9. – Nápoly, 1816. június 5.) 18. századi olasz zeneszerző, az opera buffa egyik legnagyobb mestere.

## Élete
1740. május 9-én Taranto városában született és itt kezdte tanulmányait is a városi jezsuitáknál. 1754-ben mecénásainak köszönhetően felvették a nápolyi Sant'Onofrio konzervatóriumba, ahol Francesco Durante tanítványa lett. A konzervatórium színháza számára írt néhány rövid intermezzót. Ekkor komponálta első operáit is: La pupilla, Il mondo al rovescio (Bologna színházainak), Il marchese di Tidipano (egy római színház számára).
Operáival Paisiello sikeres vetélytársa lett az itáliai operaszínpadokat akkoriban uraló Cimarosának és Piccininek. Közben a Sant'Onofrio segédtanárja lett. 1772-ben egyházzenei darabokat írt Gennara di Borbone számára, majd 1776-ban mint Itália egyik vezető komponistája, meghívást kapott II. Katalin cárnőtől Szentpétervárra.
Paisiello elfogadta a meghívást, és a cári főzenekar vezetője, valamint a cári család zenetanára lett. Nyolc évet töltött Oroszországban, közben az Olasz opera igazgatója is lett. Több jelentős darabot is komponált ekkor: Il barbiere di Siviglia, La serva padrona, Il mondo della luna. Közben zenére tanította Marija Fjodorovna nagyhercegnőt, a későbbi I. Sándor cár anyját. A hercegnő nem volt túl tehetséges tanítvány, ezért Paisiello megírta számára a zenetörténet egyik legkönnyebb zongoraversenyét. Az Il barbiere di Siviglia zenéje ihlette meg 1786-ban Mozartot, amikor is megzenésítette a történet folytatását (Figaro házassága), a két zeneszerző igen jó kapcsolatba került.
Paisiello végül 1784-ben utazott el Szentpétervárról. Mielőtt azonban hazatért volna Itáliába, hosszabb időt töltött Bécsben, ahol II. József megrendelésére egy operát és tizenkét szimfóniát komponált. 
Miután visszatért Itáliába, a nápolyi alkirály szolgálatába lépett mint udvari karmester. Életének ezen időszakában két remekművet is írt: Nina, o sia La pazza per amore és a La molinara című operákat. Közben zenekari műveket is írt: Parma infánsnőnek hat zongoraversenyt komponált.
1799-es zavargások idején nem követte Szicíliába az elmenekülő arisztokráciát, hanem a felkelők oldalára állt, és még forradalmi indulót is komponált számukra. A restauráció idején ezért kegyvesztett lett. 1802-ben meghívást kapott Napoléon Bonaparte Első Konzultól Párizsba, ahol az udvari zenekar megszervezésével bízták meg. A következő évben már vissza is tért Nápolyba, ahol a király megbocsátott neki, és újra elfoglalhatta régi állását. Aztán élete utolsó éveiben, a visszatérő Bourbonok idején ismét kegyvesztett lett, udvari állásától is megfosztották. Ebben feltehetőleg nagyobb szerepe volt a Napóleonnak tett szolgálatnak, mint a nápolyi felkelés idején tanúsított magatartásának. Karmesteri fizetését azonban megtarthatta. Az idős mester egy évvel később, 76 éves korában hunyt el június 5-én Nápolyban.

## Munkássága
Paisiello életművének legjelentősebb darabjai kétségkívül operái. 94 darabot komponált ebben a műfajban. Első operáit észak-itáliai városokban mutatták be, a nápolyi közönséggel 1766-ban került kapcsolatba: ekkor mutatták be L’Idolo cinese című művét, amivel óriási sikert aratott. Paisello legnagyobb érdeme, hogy sikerült megtörnie Cimarosa és Piccinni egyeduralmát.
Paisiello könnyed motívumokkal dolgozott, zenéje árnyalt, formailag tökéletesen kimunkált. Az utókor elsősorban opera buffáit értékeli sokra, de az opera seria műfajában is több jelentős darabot alkotott. Vígoperái tele vannak commedia dell’arte elemekkel, a komikum sokszor a helyi nyelvjárásra épül, ez azonban megakadályozta, hogy egyes darabjai Itália-szerte elterjedjenek.
A zene is az által fejti ki hatását, hogy a helyi komédiások szokásait utánozza. A populáris művészetben való elmélyülésnek köszönhető, hogy a zeneszerző el tudott rugaszkodni az opera seria műfajától, amely kevésbé illett tehetségéhez.
Oroszországi tartózkodása alatt kilenc operát írt, amelyekkel hatalmas sikereket aratott. Két régi, korábban már mások által is feldolgozott librettót vett elő: az Il mondo della lunát korábban Haydn, a La serva padrona történetét pedig Pergolesi zenésítette meg előtte. Az utóbbi esetében azonban a szövegkönyv és a történet kisebb átdolgozáson esett át: a női szereplő alakja érzelmileg árnyaltabb, a neve is megváltozott: Serpina helyett Vespinával találkozunk a darabban. Az  Il barbiere di Siviglia (A sevillai borbély) kevésbé sikerült alkotás, annak ellenére, hogy Paisiello egyik legtöbbet játszott darabja lett, és ezért lett csúfos bukás Rossini változata az ősbemutatón 1816-ban, mert a közönség szentségtörésnek tartotta, hogy Rossini egy korábban Paisiello által megzenésített és igen közkedvelt darabnak készítette el a „remake-jét”. Ennek ellenére nem telt bele sok idő, és Rossini darabja kiszorította a színpadokról Paisiello művét.
Bécsben a Re Teodoro a Venezia című darabja aratott hatalmas sikert. Nápolyba való visszatérése után új alkotói korszaka vette kezdetét. Opera buffák sorát komponálta ekkor és elkészítette művészetének egyik csúcspontját, a Nina o sia La pazza per amore című darabot. Librettója végre irodalmilag is értékes szöveg, a szereplők eleven figurák, nem karikatúrák. A műben nincsenek színpadi bonyodalmak, groteszk, bohózati elemekkel teli zene, drámai külsőségek. Paisiello műveletlensége azonban megakadályozta, hogy az opera minden irodalmi finomságát megértse és árnyaltan közvetítse. Ugyanis a librettó francia, Paisello pedig nem beszélte a nyelvet, ennek ellenére sikerült lírailag gyengéd zenét teremtenie.
Operái mellett számos zenekari művet is hátrahagyott, de ezek a kor átlag színvonalán mozognak. Egyházzenei darabjai között már találkozhatunk figyelemre méltó művekkel, írt számos kantátát és oratóriumot is.

## Fordítás
- Ez a szócikk részben vagy egészben  a   Giovanni Paisiello című angol Wikipédia-szócikk fordításán alapul.  Az eredeti cikk szerkesztőit annak laptörténete sorolja fel. Ez a jelzés csupán a megfogalmazás eredetét és a szerzői jogokat jelzi, nem szolgál a cikkben szereplő információk forrásmegjelöléseként.